# Thunbergia stelligera
Thunbergia stelligera är en akantusväxtart som beskrevs av Gustav Lindau. Thunbergia stelligera ingår i släktet thunbergior, och familjen akantusväxter. Inga underarter finns listade i Catalogue of Life.